# Запорожское (Лозовский район)
Запорожское (укр. Запорізьке), село, 
Царедаровский сельский совет,
Лозовский район,
Харьковская область.
Код КОАТУУ — 6323985504. Население по переписи 2001 года составляет 6 (3/3 м/ж) человек.

## Географическое положение
Село Запорожское находится на расстоянии в 2 км от села Царедаровка и пгт Панютино.
Рядом проходит автомобильная дорога Т-2107.
На расстоянии в 3 км находится железнодорожная станция Панютино.

## История
- 1897 — дата основания.